# 7509 Gamzatov
7509 Gamzatov eller 1977 EL är en asteroid i huvudbältet som upptäcktes den 9 mars 1977 av den rysk-sovjetiske astronomen Nikolaj Tjernych vid Krims astrofysiska observatorium på Krim. Den har fått sitt namn efter den sovjetisk-dagestanske nationalpoeten Rasul Gamzatov.
Asteroiden har en diameter på ungefär tre kilometer och den tillhör asteroidgruppen Matterania.